# Dinamarca en los Juegos Paralímpicos de Salt Lake City 2002
Dinamarca estuvo representada en los Juegos Paralímpicos de Salt Lake City 2002 por una deportista femenina. El equipo paralímpico danés no obtuvo ninguna medalla en estos Juegos.